# Bab Lamrissa
Bab Lamrissa (arabiska: باب املريسة) är ett arrondissement i staden Salé i Marocko. Antalet invånare var 174 934 vid folkräkningen 2014.